# Ranze Etō
Ranze Etō (nome da sposata Ranze Makabe) conosciuta in Italia come Ransie Lupescu, è la protagonista della prima parte del manga Batticuore notturno di Koi Ikeno e della serie TV da essa tratta, nota in Italia come Ransie la strega.

## Personaggio
Ranze è la figlia maggiore di Sheera e Mori Eto, due abitanti nel Mondo Magico a cui è stata affidata la custodia della porta che collega il mondo umano con quello magico. È una ragazza allegra e un po' tonta, ma molto coraggiosa e buona.
All'inizio della serie (1984) s'innamora di Shun Makabe, un suo compagno di classe di cui è innamorata anche la sua bisbetica compagna di classe Yōko Kamiya, figlia di un boss della yakuza. In seguito si scopre che Shun è in realtà il figlio perduto del Grande Re del mondo magico, e questo fatto farà avvicinare ulteriormente i due ragazzi. In seguito Ranze, Shun ed i suoi amici si trovarono ad affrontare Zone, re del mondo dei morti, rinato dopo 2000 anni di prigionia dopo essere stato sconfitto dal principe Gian Carlo ed in quest'occasione i due s'avvicinano ulteriormente.
Qualche anno dopo la sconfitta di Zone, Ranze e Shun si sposarono e presto lei restò incinta di un maschietto chiamato Taku. Durante questo periodo si sposò anche Yoko (diventata amica di Ranze), mentre il fratello minore di Ranze (Rinze) e la sua fidanzata Narumi riuscirono ad aiutare il loro amico Tripple salvando il mondo delle fate dal malvagio Dusa.
Circa tre anni dopo la sconfitta di Dusa Ranze partorì la sua secondogenita Aira, una bambina speciale che si scoprirà presto essere in possesso di un grande potere magico, che riuscirà a salvare il mondo da una terribile cometa senziente. Durante gli anni che intercorsero dalla nascita di Aira al suo incontro con la cometa, Ranze rivestì un ruolo importante di guida e consigliera per i suoi due figli, ed alla fine della serie si prepara ad accogliere il suo primo nipote, figlio del suo primogenito Taku e della sua fidanzata e cugina Coco.

## Poteri
Come affermato da Sheera nel primo capitolo del manga, Ranze è una vampira di sangue misto ma i suoi poteri sono diversi dalla maggioranza degli altri vampiri: è infatti una vampira che non succhia il sangue, bensì prende l'aspetto di qualsiasi cosa morda. Per ritornare normale Ranze deve solo starnutire, e se ha morso un essere vivente questi s'addormenta ed una volta risvegliato non ricorda nulla di quanto è accaduto. Il suo sangue misto le rende possibile inoltre condurre una vita alla luce del sole, a differenza dei vampiri comuni.
In quanto abitante del mondo magico Ranze gode di una vita superiore a quella dei comuni esseri umani e durante la serie si dimostra in grado di usare diversi tipi d'incantesimi, il più usato è quello di entrare nei sogni altrui (conosciuto anche da sua madre e suo padre). La sua natura magica comporta inoltre che (in età adulta) la sua immagine non possa apparire su pellicole e specchi del mondo umano.
In seguito (grazie forse all'acqua dello stagno dei ricordi) Ranze sviluppa il potere del teletrasporto, inoltre quando indossa l'anello del re diventa capace di leggere nei pensieri di Shun.
Nell'anime, inoltre, Ranze sviluppa un altro potere chiamato "raggio ipnotico delle marionette", ereditato dalla bisnonna materna.